# Emmelie Prophète

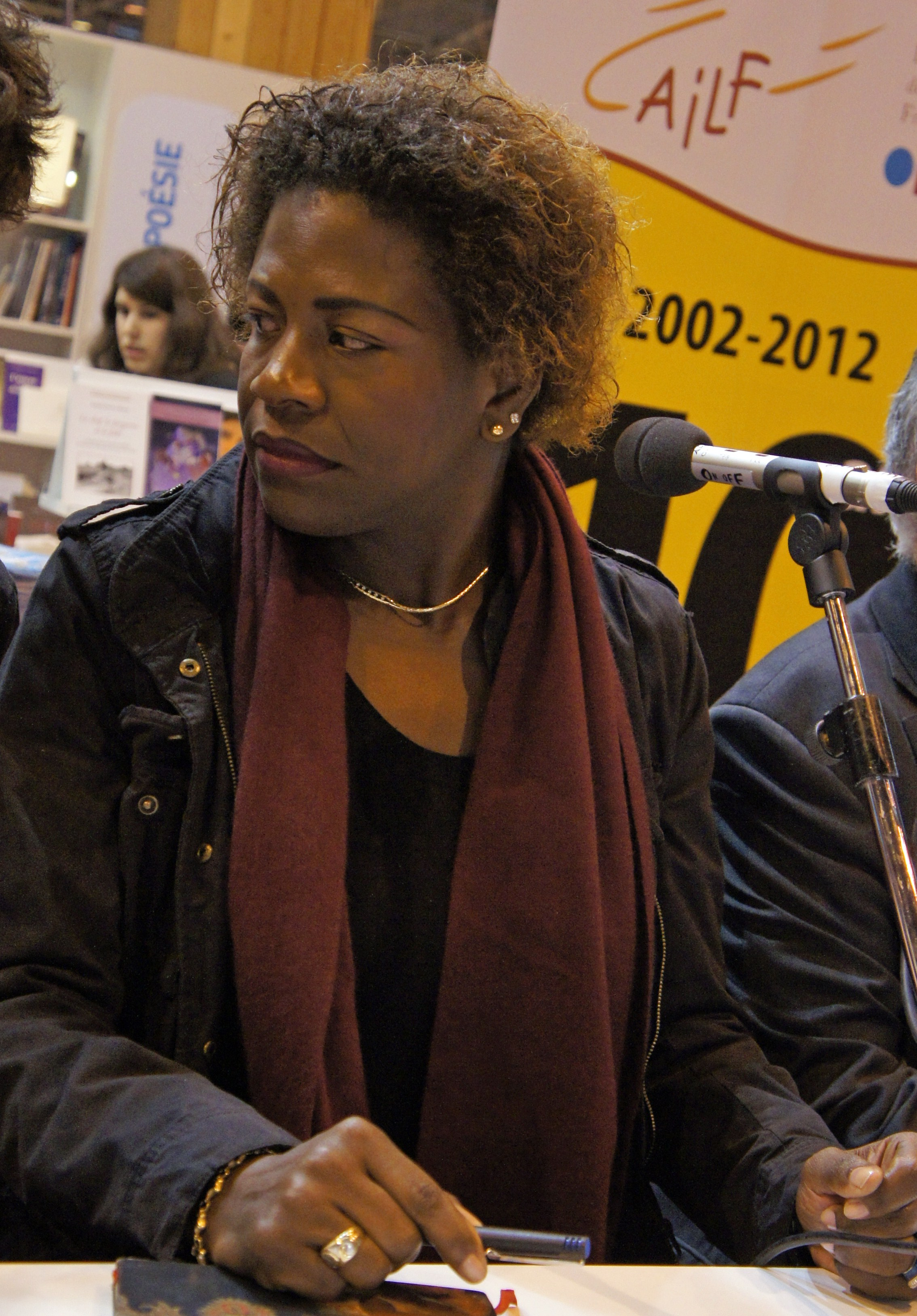
Emmelie Prophète-Milcé

Emmelie Prophète (sinh ngày 5 tháng 6 năm 1971) là một nhà văn và nhà ngoại giao người Haiti.
Cô sinh ra ở Port-au-Prince và học luật và văn học hiện đại tại Đại học Port-au-Prince và truyền thông tại Đại học bang Jackson. Cô đã phục vụ như một tùy viên tại đại sứ quán ở Haiti và Geneva. Prophète cũng đã tổ chức một chương trình nhạc jazz trên Radio-Haïti. Cô đã từng là giám đốc của Haiti Direction Nationale du Livre  và Cục haïtien du droit d'auteur. Năm 2014, cô được bổ nhiệm làm người đứng đầu Thư viện Quốc gia Haiti.
Cô đã đóng góp cho các tạp chí định kỳ khác nhau như Phê bình hóa học, Boutures, Cultura, La Nouvelle Revue Française và Le Nouvelliste.

## Tác phẩm được chọn[1]
- Des marges à remplir, thơ (2000)
- Sur parure d'ombre, thơ (2004)
- Le Testament des solitudes, tiểu thuyết (2007), đã nhận được giải thưởng Prix littéraire des Caraïbes từ Association des écrivains de langue française [fr]
- Le reste du temps, tiểu thuyết (2010)
- Impasse Dignité, tiểu thuyết (2012)
- Le désir est un visiteur silencieux, tiểu thuyết (2014)
- Le bout du monde est une fenêtre, tiểu thuyết (2015)